# 李增 (洪武進士)
李增，福建建宁府建安县人，明朝政治人物、進士出身。

## 生平
洪武十八年，登丁丑科會試中進士，授知县。